# ルーカス (テレビ制作会社)
株式会社ルーカス（英称：LUCAS）は、情報・ドキュメンタリー番組などのテレビ番組を手掛ける日本の制作プロダクションである。
所在地は、東京都港区元赤坂1-1-18。

## スタッフ
- 富澤正義（代表取締役社長）
- イシイ圭（ディレクター）
- 熊田靖士（プロデューサー）
- 有吉由美（プロデューサー）
- 松下貴之（ディレクター）

## 主な制作番組

### 現在
レギュラー
- 情熱大陸（MBS毎日放送）
- 情報7days ニュースキャスター（TBS）

単発・スペシャル
- ハイビジョン特集（NHK・BShi）
- 超豪華!!スタア同窓会（2010年−2011年、日本テレビ）
- ザ・追跡スクープ劇場（2011年−2012年、日本テレビ）

### 過去
レギュラー
- スーパーテレビ情報最前線（日本テレビ）
- 壮絶バトル!花の芸能界（日本テレビ）
- アンテナ22（日本テレビ）
- ラジかるッ（日本テレビ）
- うんちくクン → うんちく・しりすぎ（日本テレビ）
- 魔女たちの22時（日本テレビ）
- 眠れぬ街のアプリンス（日本テレビ）

単発・スペシャル
- 大笑点（日本テレビ）
- あの人は今!?（日本テレビ）
- 天国のスタア（日本テレビ）
- 火曜サプライズ（日本テレビ）